# Dakar
Dakar (in lingua wolof Ndakaaru) è la capitale e principale città del Senegal. Secondo le stime ufficiali al 31 dicembre 2005, la città possiede 1 030 594 abitanti e l'area metropolitana, corrispondente alla Regione di Dakar, ne possiede 2 450 000.
La città si estende nella parte meridionale della penisola di Capo Verde (Cap-Vert), sull'Oceano Atlantico. Dakar è sede della Camera bassa del Parlamento del Senegal (Assemblée nationale du Sénégal) e del Palazzo del Presidente. Dakar è stata tappa d'arrivo della corsa Rally Dakar. Nel 2026 sarà la prima città africana ad ospitare un evento olimpico: i IV Giochi olimpici giovanili estivi.
Dakar è servita dall’Aeroporto di Dakar-Blaise Diagne, situato a Diass (Mbour), a 47km dalla capitale. Inaugurato il 7 dicembre 2017 ha sostituito l'Aeroporto di Dakar-Léopold Sedar Senghor che si trovava in prossimità del villaggio di Yoff, non lontano dal centro città.

## Geografia e clima
Il clima di Dakar è generalmente caldo. Dakar ha infatti un clima tropicale semi-arido (classificazione climatica di Köppen: BSh), con una breve stagione delle piogge e una lunga stagione secca. La stagione delle piogge di Dakar dura da luglio a ottobre, mentre la stagione secca copre i restanti otto mesi. La città ha 495 mm di precipitazioni all'anno.
La città, tra dicembre e maggio, di solito è piacevolmente calda con temperature giornaliere di 24-27 °C. Le notti durante questo periodo dell'anno sono confortevoli, temperature 17-20 °C. Tra giugno e novembre la città diventa più calda con massime diurne pari a 29-31 °C e minime notturne pari a 23-24 °C. Nonostante ciò, il clima di Dakar è lontano dall'essere caldo come quello delle città dell'entroterra, come N'Djamena, dove le temperature superano 36 °C) per gran parte dell'anno. Dakar è rinfrescata sempre dalle brezze marine.

## Storia
Sul territorio oggi occupato dalla città di Dakar, sulla punta della penisola di Capo Verde, le tracce di insediamenti umani occasionali più antichi risalgono al Paleolitico; l'occupazione stabile risale al Neolitico. Alla metà del XV secolo il territorio era abitato da popolazioni di etnia mandingo, ma nei decenni successivi vi si insediarono i Lebou, un gruppo etnico collegato ai Wolof. I villaggi Lebou originali, Ouakam, Ngor, Yoff e Hann, ancora oggi costituiscono i quartieri Lebou all'interno della Dakar moderna.
Nel 1444 i portoghesi fondarono un insediamento sull'isola di Gorée, da loro chiamata Palma, che si trova a circa due chilometri dall'attuale porto di Dakar. Nel 1536 Gorée divenne una base per la tratta degli schiavi, in un periodo in cui la penisola di Capo Verde era sotto il controllo dell'Impero Wolof. L'insediamento di Gorée e la tratta degli schiavi condizionarono per oltre tre secoli l'economia e lo sviluppo della zona.
Nel 1588 Gorée fu conquistata dagli olandesi, i quali le diedero l'attuale nome. L'isola passò di mano diverse volte fra portoghesi e olandesi, prima di venire conquistata nel 1664 dall'ammiraglio inglese Robert Holmes e infine dai francesi nel 1677; rimase poi sotto amministrazione francese fino al XX sec.
Nel frattempo, la penisola di Capo Verde era passata sotto il controllo del Regno di Cayor. Nel corso del XVII secolo, per commerciare con l'insediamento europeo di Gorée, i Lebou fondarono di fronte all'isola un nuovo villaggio, chiamato Ndakaaru; da questo villaggio prese il nome la città attuale.
Nel periodo successivo, nonostante Gorée fosse sotto il controllo amministrativo della Francia, il commercio degli schiavi basato sull'isola fu dominato da un gruppo di famiglie meticce discendenti da trafficanti olandesi e francesi e mogli africane. L'infame “Casa degli schiavi” vi fu costruita nel 1776.
Nel 1795 i Lebou della penisola si ribellarono al Regno di Cayor e fondarono un proprio stato teocratico, che i francesi chiamarono in seguito “repubblica Lebou”. Ndakaaru divenne la capitale della repubblica, che era controllata dalla famiglia Diop.
Negli stessi anni l'economia di Gorée era stata messa in crisi dall'abolizione della schiavitù, proclamata dalla Francia nel febbraio del 1794. Nel maggio del 1802 Napoleone riammise la schiavitù in alcuni territori francesi ma abolì la tratta degli schiavi nel marzo del 1815. Il traffico clandestino di schiavi continuò comunque a Gorée fino al 1848, quando la schiavitù fu abolita in tutti i territori francesi.
Per sostituire la tratta degli schiavi, i francesi promossero la coltura delle arachidi sulla terraferma. Il commercio delle arachidi si sviluppò rapidamente e la piccola isola di Gorée, la cui popolazione aveva raggiunto intanto le 6 000 unità, si rivelò insufficiente come porto. I mercanti decisero quindi di spostarsi sulla terraferma, dove nel 1840, nella vicina Rufisque, era già stato costruito uno stabilimento commerciale con magazzini.

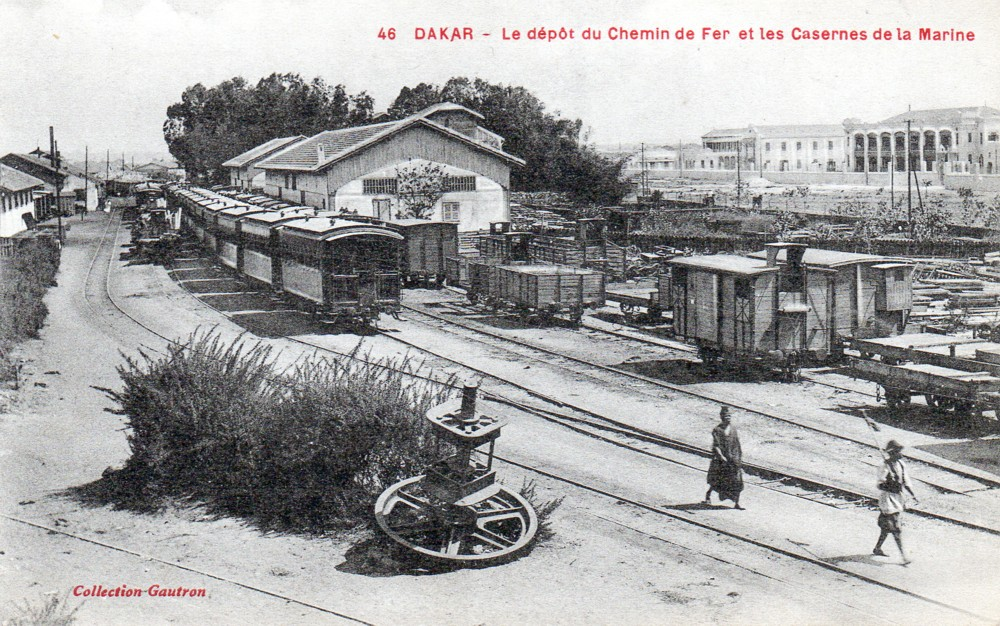
Una foto di Dakar nel 1910

Nel 1857 i francesi insediarono un presidio a Ndakaaru, ribattezzarono l'abitato “Dakar” e proclamarono l'annessione della repubblica Lebou, anche se le istituzioni locali continuarono a funzionare come prima.
Le autorità coloniali stanziarono in seguito fondi consistenti per la realizzazione delle infrastrutture e per lo sviluppo di Dakar. Le strutture del porto furono migliorate con la creazione di nuovi pontili, fu istituita una linea del telegrafo e nel 1885 fu completata la ferrovia di collegamento con Saint-Louis.
Nel 1872 Gorée, che includeva amministrativamente Dakar, fu riconosciuta come “comune” francese. Dakar divenne “comune” indipendente nel 1887 e nel 1902 prese il posto di Saint-Louis come capitale dell'Africa Occidentale Francese. La città divenne in quegli anni uno dei centri principali dell'impero coloniale francese.
Dopo la sconfitta francese all'inizio della Seconda guerra mondiale Dakar, come il resto dell'Africa Occidentale Francese, fu amministrata dal governo di Vichy. Nell'ottobre del 1940 un tentativo di conquista da parte di un contingente britannico e della Francia libera portò alla Battaglia di Dakar, che si concluse con il respingimento degli assalitori. L'amministrazione dell'Africa Occidentale Francese passò poi dalla parte degli Alleati alla fine del 1942.
Dopo l'indipendenza, dal 1959 al 1960 Dakar fu la capitale dell'effimera Federazione del Mali. Nel 1960 divenne capitale del Senegal indipendente; il primo presidente del Senegal, Léopold Sédar Senghor, ne incoraggiò lo sviluppo, anche come centro culturale.
A partire dal 1979, la città è stata spesso il punto di arrivo del Rally Parigi-Dakar.

### Monumenti e luoghi d'interesse
Nella città sorge la Cattedrale di Nostra Signora delle Vittorie, sede dell'arcidiocesi di Dakar.
Il presidente Abdoulaye Wade ha realizzato una serie di grandi opere nella città di Dakar tra le quali la costruzione del Monumento al Rinascimento africano inaugurato nel 2010.

## Cultura

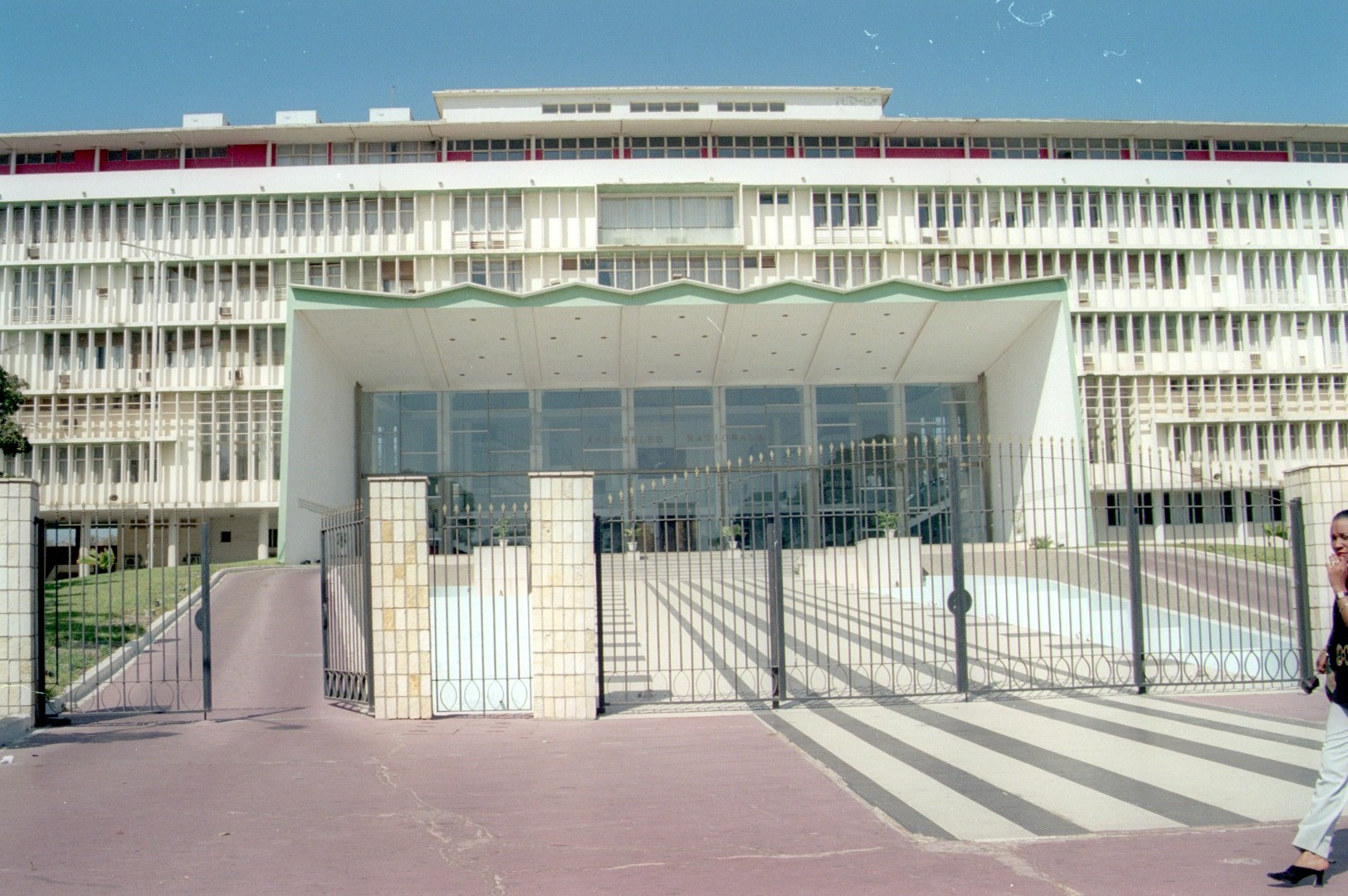
Il Palazzo del Parlamento del Senegal

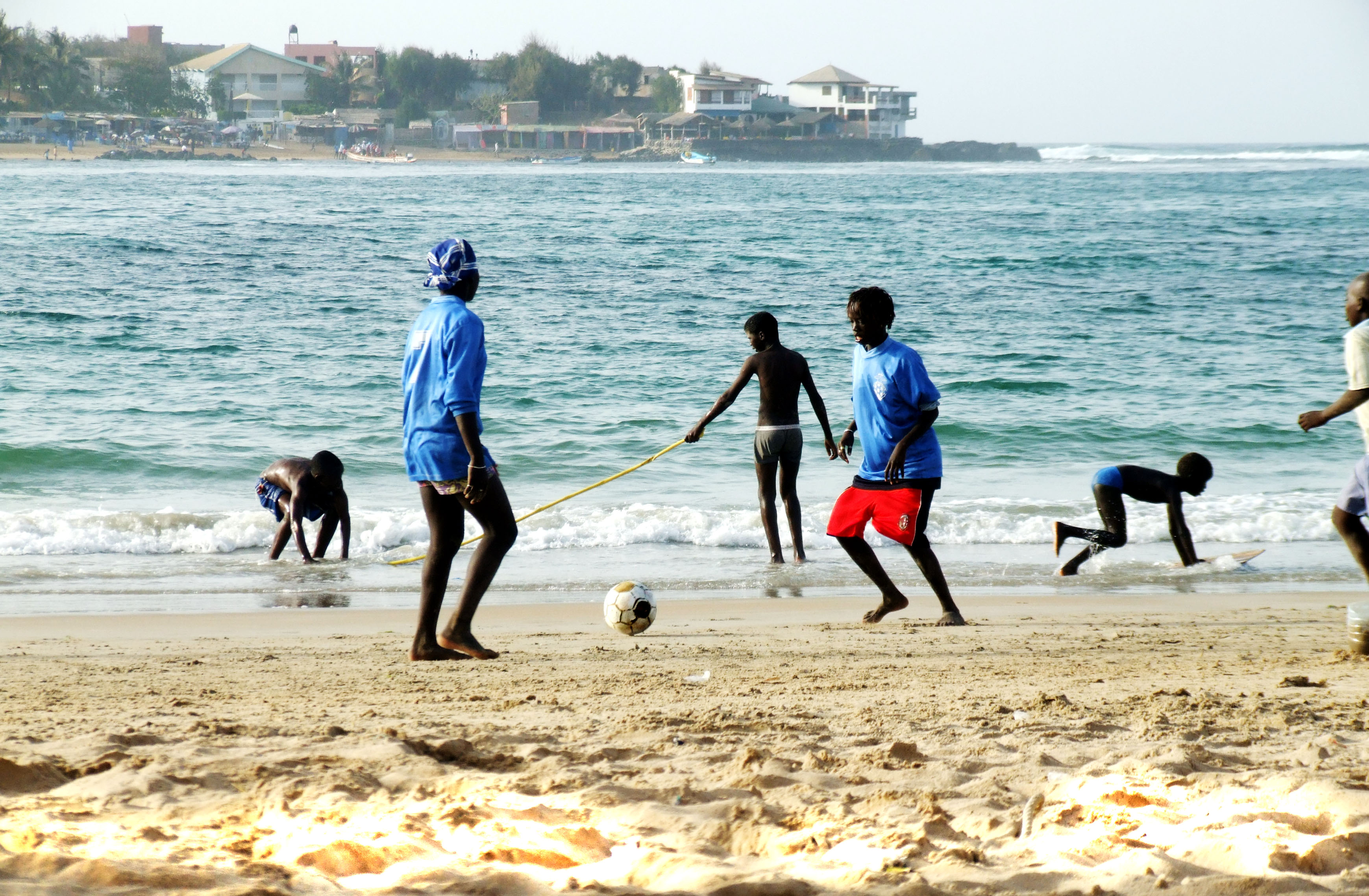
Bambini che giocano sulla spiaggia davanti all'isola di Ngor

Dakar è un centro culturale propulsore dell'Africa Occidentale, sia per il ruolo di capitale della regione che ha ricoperto durante l'epoca coloniale sia per la successiva politica culturale promossa dai suoi presidenti. Dakar è sede della principale università del paese, l'Università Cheikh Anta Diop, di istituti di ricerca (Istituto fondamentale dell'Africa nera, CODESRIA), di numerose organizzazioni internazionali (UNESCO), del teatro nazionale Daniel Sorano, di musei (Museo dell'IFAN e Museo delle civiltà nere), di gallerie, centri d'arte e associazioni culturali (tra le quali l'associazione GAW, il medialab Kër Thiossane) e di spazi culturali (tra i quali il Village des Arts, Galleria nazionale di Dakar, Casa della Cultura Douta Seck, Centro Culturale Blaise Senghor, Villaggio della Biennale). Nel 1966 la città ha ospitato il primo Festival mondial des arts nègres e dal 1990 è sede della Biennale di arte africana contemporanea di Dakar. Dakar è il luogo di residenza di numerosi artisti e la città protagonista dell'arte senegalese.

### Istruzione
- Kedge Business School

## Politica
La città di Dakar è un comune, uno dei circa 125 comuni del Senegal. Il comune di Dakar fu creato dall'amministrazione coloniale francese il 17 giugno 1887, separandolo dal comune di Gorée. Il comune di Gorée, istituito nel 1872, era di per sé uno dei più antichi comuni in stile occidentale in Africa (insieme ai comuni dell'Algeria e del Sudafrica).
Il comune di Dakar è in continua esistenza dal 1887, essendo stato preservato dal nuovo stato del Senegal dopo l'indipendenza nel 1960. I confini del comune sono rimasti invariati dal 1983 anche se i suoi limiti si sono notevolmente modificati precedentemente nel tempo. Il comune di Dakar è governato da un consiglio comunale (conseil municipal), eletto democraticamente che serve cinque anni, e un sindaco eletto dal consiglio comunale. Dal 1887 ad oggi ci sono stati 20 sindaci, di cui il primo nero è stato Blaise Diagne, in carica dal 1924 al 1934. Il più longevo invece è stato Mamadou Diop, sindaco per 18 anni tra il 1984 e il 2002.
Il comune di Dakar è anche un dipartimento, uno dei 45 del Senegal. Questa situazione è abbastanza simile a Parigi, che è sia un comune che un dipartimento. Tuttavia, contrariamente ai dipartimenti francesi, quelli del Senegal non hanno alcun potere politico (nessuna assemblea dipartimentale) e sono semplicemente strutture amministrative locali dello stato centrale, incaricate di svolgere alcuni servizi amministrativi e di controllare le attività dei comuni all'interno del Dipartimento.
Il dipartimento di Dakar è diviso in quattro arrondissement: Almadies, Grand Dakar, Parcelles Assainies (che letteralmente significa "lotti prosciugati", questo è il più popoloso arrondissement della città) e Plateau/Gorée (centro di Dakar). Questi arrondissement sono molto diversi da quelli di Parigi , essendo semplicemente strutture amministrative locali dello stato centrale, come i dipartimenti senegalesi , e sono quindi più paragonabili agli arrondissement dipartimentali francesi .
Nel 1996 una massiccia riforma delle divisioni amministrative e politiche del Senegal è stata votata dal Parlamento del Senegal. Il comune di Dakar, la cui popolazione si avvicinava a 1 milione di abitanti, era ritenuto troppo grande e troppo popolato per essere gestito correttamente da un comune centrale, e così il 30 agosto 1996 Dakar fu divisa in 19 comuni d'arrondissement . Questi comuni d'arrondissement hanno ricevuto ampi poteri e sono molto simili a comuni regolari. Hanno più poteri degli arrondissement di Parigi e sono più simili ai quartieri londinesi . Il comune di Dakar è stato mantenuto al di sopra di questi 19 comuni d'arrondissement e coordina le attività dei comuni d'arrondissement, proprio come Greater London coordina le attività dei quartieri londinesi. I 19 comuni d'arrondissement appartengono a uno dei quattro arrondissement di Dakar e il sottoprefetto di ciascun distretto è incaricato di controllare le attività dei comuni d'arrondissement nel suo arrondissement.
Il comune d'arrondissement di Dakar-Plateau (34 626 abitanti), nel distretto di Plateau / Gorée, è il cuore storico della città, e la maggior parte dei ministeri e delle amministrazioni pubbliche si trovano lì. La più densa e popolosa città d'arrondissement è Médina (136.697 abitanti), nel distretto di Plateau/Gorée. Il comune d'arrondissement di Yoff (55,995 abitanti), l'intero circondario di Almadies, è il più grande, mentre la più piccola è la comune d'arrondissement di Gorée (1.034 abitanti), nel distretto di Plateau/Gorée.
Dakar è una delle 14 regioni del Senegal. La regione di Dakar comprende la città di Dakar e tutti i suoi sobborghi lungo la penisola di Capo Verde. Il suo territorio è quindi approssimativamente uguale al territorio dell'area metropolitana di Dakar. Dopo le riforme amministrative del 1996, le regioni del Senegal, che fino ad allora erano solo strutture amministrative locali dello stato centrale, sono state trasformate in unità politiche a pieno titolo, con consigli regionali eletti democraticamente e presidenti regionali. Hanno ricevuto ampi poteri e gestito a livello regionale lo sviluppo economico, i trasporti o la protezione ambientale, coordinando così le azioni dei comuni sottostanti.
In Senegal la cultura tradizionale è molto incentrata sull'idea di famiglia. Questo include anche il modo in cui mangiano. Quando è ora di mangiare un pasto tipico qualcuno dirà "kay lekk" che significa "vieni a mangiare". Tutti verranno insieme e siederanno attorno al piatto e mangeranno con le loro mani. Alcuni piatti famosi includono Cebbu Jen (Tiéboudienne) e Yassa. L'etichetta della gente a Dakar è molto semplice ma molto vitale. Non salutare qualcuno a vista significa ritrarre la maleducazione e spesso l'ignoranza. A causa del colonialismo francese i bambini di Dakar hanno un sistema scolastico unico. La scuola si ferma a mezzogiorno e i bambini tornano a casa per riposare, dal momento che la maggioranza delle attività quotidiane della popolazione sono andare alla moschea a mezzogiorno e frequentare la moschea il venerdì. La musica ha una grande influenza sui giovani con artisti famosi come la Daara J Family che usano la loro voce per rappresentare i problemi nelle loro comunità.

## Infrastrutture e trasporti

### Strade
La principale via d'accesso l'autostrada A1, che unisce il centro della capitale senegalese con i sobborghi sud-orientali, l'aeroporto Blaise Diagne e termina presso la cittadina di M'bour.

### Ferrovie
La città dispone di una propria stazione ferroviaria, un tempo capolinea della ferrovia Dakar-Niger e oggi servita da treni regionali TER.

### Aeroporti
L'Aeroporto di Dakar-Blaise Diagne, inaugurato nel 2017, è situato a 53 km ad est del centro, presso il villaggio di Diass. È uno dei principali aeroporti del continente africano e ha rimpiazzato il vecchio Aeroporto di Dakar-Léopold Sedar Senghor.

## Amministrazione

### Gemellaggi
Dakar è gemellata con:
- Ann Arbor, dal 1997
- Marsiglia
- Milano, dal 1974[3]
- Washington, dal 1980[4]
- Algeri
- Giulianova